# Night Train to Mundo Fine
Night Train to Mundo Fine, Videotitel Red Zone Cuba, ist ein US-amerikanischer Spielfilm von Coleman Francis aus dem Jahr 1966.

## Handlung
Der junge Reporter Jim Benton befragt den alten Mr. Wilson nach den drei Flüchtigen, die 1961 für Aufsehen gesorgt hatten. Mr. Wilson deutet an, dass einer der drei, Griffin, direkt in die Hölle gerannt sei.
Griffin flieht 1961 aus dem Gefängnis und trifft auf seiner Flucht auf die beiden Tagelöhner Landis und Cook, die auf der Suche nach Arbeit sind. Sie erfahren, dass sie für einen Einsatz in Kuba 2000 Dollar erhalten würden. Mit der Hilfe des Piloten Cherokee Jack begeben sie sich in ein Ausbildungscamp. Bereits nach kurzer Zeit sind sie Teil der Invasion in der Schweinebucht, wobei sie zum Vortrupp gehören, der die Kommunikationstechnik der Kubaner zerstören soll. Die drei werden bereits nach kurzer Zeit gefangen genommen. In ihrem Gefängnis – einer bewachten Hütte in einem Camp der Kubaner – befindet sich auch der junge Bailey Chastain, den sie schon im Ausbildungscamp kennengelernt haben. Er ist am Bein verletzt. Als er bemerkt, dass die drei ihre Flucht planen, will er mitkommen, könne er sie doch in der Freiheit zu seiner Mine führen, in der es unter anderem Uranium gibt. Die drei töten einen Aufseher und fliehen; Bailey Chastain lassen sie zurück.
Auf ihrer Flucht stehlen sie ein Flugzeug, mit dem sie zurück in die USA gelangen. Hier überfallen sie den alten Cliff Weismeyer, der einen Imbiss betreibt; Griffin vergewaltigt dessen blinde Tochter. Am Ende stehlen sie Weismeyers Cabrio, sind jedoch nicht wie erhofft zu Geld gekommen, da Weismeyers Kasse leer war. Die drei fahren zu Chastains Frau Ruby, der sie berichten, dass ihr Mann tot sei. Sie verspricht, das Trio zur Mine zu bringen. Auf dem Weg dahin werden sie von der Polizei bemerkt, die nach Griffin, Landis und Cook Ausschau hält. Ein Einsatz beginnt, um das Trio dingfest zu machen. Bevor er flieht, schießt Griffin auf Ruby. Landis und Cook ergeben sich der Polizei; Griffin wird auf der Flucht erschossen. Ruby überlebt und wird zu Hause von ihrem Mann Bailey Chastain erwartet, der die Gefangenschaft in Kuba überlebt hat.

## Produktion
Night Train to Mundo Fine war nach The Beast of Yucca Flats und The Skydivers der dritte und letzte Film, den Coleman Francis als Regisseur realisierte. Francis schrieb zudem das Drehbuch und übernahm die Hauptrolle des Griffin. Zudem ist er als Erzähler zu hören. Während Francis’ ersten beiden Filme von Crown International Pictures vertrieben wurden, übernahm Hollywood Star Pictures die Vermarktung von Night Train to Mundo Fine. Die Produktionskosten des Films beliefen sich auf rund 30.000 Dollar.
John Carradine ist in einer Eingangssequenz als Schienenarbeiter Wilson zu sehen. Er singt zudem das Titellied Night Train to Mundo Finé, das von Ray Gregory geschrieben wurde.
Der Film kam am 23. November 1966 in die US-amerikanischen Kinos. Die Comedy-Fernsehreihe Mystery Science Theater 3000 (MST3K) stellte den Film am 17. Dezember 1994 vor, wobei er im Stil der Reihe humoristisch kommentiert wurde.